# Habib Pacha es-Saad
 (juin 2018).
Si vous disposez d'ouvrages ou d'articles de référence ou si vous connaissez des sites web de qualité traitant du thème abordé ici, merci de compléter l'article en donnant les références utiles à sa vérifiabilité et en les liant à la section « Notes et références ».
Habib Pacha El-Saad (1867-1942) est un homme d'État libanais de rite maronite.

## Biographie
Gouverneur du mont Liban de 1918 à 1920, il sera l'un des principaux artisans de la création du Grand Liban (1920). Il forma par décret (9 décembre 1918) une délégation chargée de se rendre à paris pour réclamer l’élargissement des frontières du mont Liban et son indépendance.
Habib Bacha al-Saad démissionne de la Commission formée par le général Gouraud pour la rédaction du futur statut du Grand Liban, lorsque la France impose en 1920 le  principe de soumettre le Liban au pouvoir d'un Haut Commissaire français, « comme si nous étions [pour la France] une de ses colonies».
Premier ministre du Liban du 10 août 1928 au 9 mai 1929, il est nommé président, sous le mandat français, du 30 janvier 1934 au 20 janvier 1936. Sous son mandat, le gouvernement décide la réduction des tarifs douaniers, et la reforme de la constitution. Il meurt en 1942 à l'âge de 75 ans.